# Řád (církev)

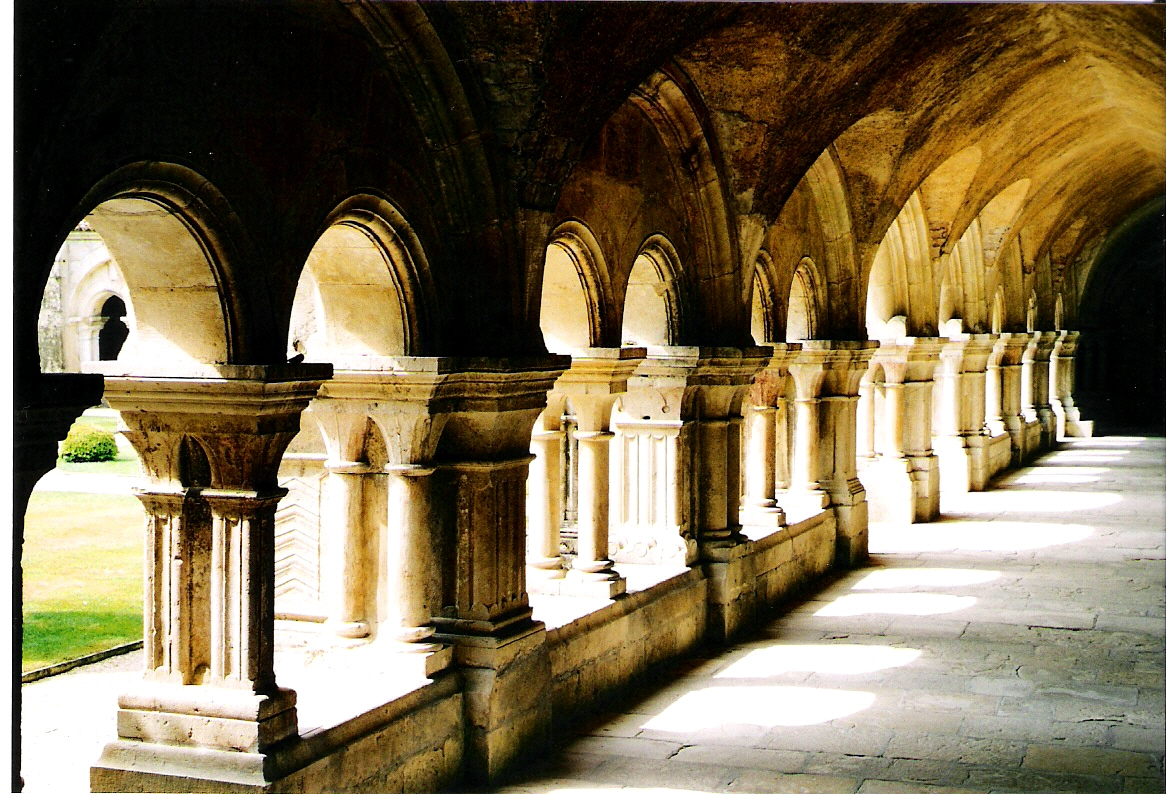
Křížová chodba kláštera ve Fontenay v Burgundsku

Církevní řád (latinsky ordo) označuje nadnárodní instituci společného života, která se řídí určitou řeholí. Jeho členové, křesťanští muži nebo ženy, kteří se k tomuto způsobu života zavázali řeholními sliby, se označují jako mniši, mnišky, řeholníci, řeholnice, bratři, (řádové) sestry.
Pojem řád, známý v českém prostředí původně z církevního práva, se dnes analogicky používá i pro nekřesťanské komunity s podobnou charakteristikou.

## Klášterní život
Rozšířeným způsobem života mnoha řádů je společný život v klášteře neboli konventu, kde se řeholníci společně modlí (především tzv. liturgie hodin), stolují a pracují. Každé místní společenství řeholníků je podřízeno jednomu představenému (opat, abatyše atd.), v čele celého řádu stojí opat primas nebo generální představený. Před vstupem do řádu novic absolvuje zkušební období, po kterém skládá řeholní sliby („slavné sliby“). Vedle mnichů mohli být členy řádu i laičtí bratři (konvrši), kteří neskládali slavné sliby a vykonávali především manuální práci.
Některé řády působí mezi laiky, například ve školství nebo zdravotnictví, v jiných naopak žijí členové v přísném odloučení uzavřeni v tzv. klauzuře.
Církevní řády jsou obvykle rozděleny na mužské a ženské větve, které mají samostatné kláštery. U některých řádů existuje i třetí řád, jehož členové (terciáři) žijí civilním životem mimo klášter.

## Dějiny křesťanských řádů
V prvních staletích křesťanství začínalo stále více mužů a žen žít na osamělých místech jako poustevníci; vzorem je sv. Antonín Egyptský. Tito poustevníci se však časem začali scházet ke společné modlitbě; kolem roku 320 založil Pachomios v Horním Egyptě první křesťanský klášter.
Po vzoru Pachomiovy Andělské řehole složil kolem roku 350 sv. Basileios z Kaisareie pro mnichy řeholi života, kterou se dosud řídí kláštery ve východní církvi. Tato řehole se stala vzorem pro řeholi sepsanou sv. Benediktem z Nursie, která je společná všem klášterům benediktinské tradice.
Středověk se vyznačoval mohutným rozvojem řeholního života. V roce 529 byl založen řád benediktýnů, v 11. století vznikají kartuziáni v čele se sv. Brunem, roku 1098 vznikají cisterciáci jako reformovaná větev benediktinů, v roce 1126 premonstráti, roku 1209 františkáni (řád založený sv. Františkem z Assisi; jednou z větví jsou minorité), 1215 dominikáni, roku 1237 řád křižovníků s červenou hvězdou.

## Hlavní formy
V západní církvi dnes existuje sedm základních forem řádového života:
- řeholní kanovníci
  - augustiniáni
  - premonstráti

- mnišské řády
  - basiliáni
  - benediktini
  - cisterciáci
  - trapisté
  - kamaldulové
  - kartuziáni

- rytířské řády
  - řád templářů
  - řád německých rytířů
  - maltézský řád
  - řád svatého Lazara
  - řád mečových bratří
  - řád křižovníků s červenou hvězdou

- žebravé řády
  - alžbětinky
  - františkáni
  - minorité
  - kapucíni
  - řád karmelitánů
  - řád bosých karmelitánů
  - dominikáni
  - trinitáři
  - servité
  - pauláni
  - pavlíni
  - Milosrdní bratři

- řeholní klerici
  - Tovaryšstvo Ježíšovo
  - theatini

- řeholní kongregace
  - redemptoristé

- laické
  - školští bratři

Ve východním křesťanství řády v západním pojetí neexistují, každý klášter (monastýr) má svá mnišská pravidla.

## Dokumentární cyklus
V roce 2009 začala Česká televize vysílat nepravidelný dokumentární cyklus o církevních řádech v České republice.
| Pořadí | Řád                                        | Odkaz do archivu ČT       |
| ------ | ------------------------------------------ | ------------------------- |
| 1      | Redemptoristé                              | Spustit z videoarchivu ČT |
| 2      | Karmelitky                                 | Spustit z videoarchivu ČT |
| 3      | Maltézští rytíři – Johanité                | Spustit z videoarchivu ČT |
| 4      | Boromejky                                  | Spustit z videoarchivu ČT |
| 5      | Benediktini                                | Spustit z videoarchivu ČT |
| 6      | Voršilky                                   | Spustit z videoarchivu ČT |
| 7      | Dominikánky                                | Spustit z videoarchivu ČT |
| 8      | Františkáni                                | Spustit z videoarchivu ČT |
| 9      | Karmelitáni                                | Spustit z videoarchivu ČT |
| 10     | Augustiniáni                               | Spustit z videoarchivu ČT |
| 11     | Premonstráti                               | Spustit z videoarchivu ČT |
| 12     | Dominikáni                                 | Spustit z videoarchivu ČT |
| 13     | Rytířský řád křižovníků s červenou hvězdou | Spustit z videoarchivu ČT |
| 14     | Salesiánky                                 | Spustit z videoarchivu ČT |
| 15     | Piaristé                                   | Spustit z videoarchivu ČT |
| 16     | Salesiáni Dona Boska                       | Spustit z videoarchivu ČT |
| 17     | Premonstrátky                              | Spustit z videoarchivu ČT |
| 18     | Jezuité                                    | Spustit z videoarchivu ČT |
| 19     | Paulínky                                   | Spustit z videoarchivu ČT |
| 20     | Obláti                                     | Spustit z videoarchivu ČT |
| 21     | Congregatio Jesu                           | Spustit z videoarchivu ČT |
| 22     | Trapisté                                   | Spustit z videoarchivu ČT |
| 23     | Kapucíni                                   | Spustit z videoarchivu ČT |